# Germain Barruel
Pour les articles homonymes, voir Barruel.
 (août 2012).
Si vous disposez d'ouvrages ou d'articles de référence ou si vous connaissez des sites web de qualité traitant du thème abordé ici, merci de compléter l'article en donnant les références utiles à sa vérifiabilité et en les liant à la section « Notes et références ».
Germain Barruel est un chimiste français né le 18 novembre 1797 à Nantes et mort le 14 mars 1863 à Paris.
Germain Barruel, cousin de Jean-Pierre Barruel, chef des travaux chimiques de la faculté de médecine de Paris, et neveu d'Étienne-Marie Barruel, examinateur de chimie à l'École polytechnique, fut préparateur de chimie à la faculté des sciences de Paris, et essayeur de la fabrication des monnaies. Il publia en 1836 un traité élémentaire de géologie, puis entre 1856 et 1863 un important traité de chimie industrielle en 7 volumes. 
Ces travaux scientifiques portèrent en particulier sur les métaux et les alliages. Il dépose notamment un brevet sur un procédé d'extraction de cuivre (19 juillet 1850), sur la fabrication de l'iode (1852) et sur le traitement des graines de coton. 